# Иво Новаковић
Иво Новаковић (Мишићи, 1907 — Созина, 20. јул 1941) је био црногорски сликар и командир герилске партизанске чете.

## Биографија
Рођен је 1907. године у Мишићима. Завршио је гимназију у Котору, уписао је Богословију у Сарајеву али ју је због болести напустио и уписао Уметничку школу у Београду код Љубе Ивановића и Бете Вукановић. Пре Другог светског рата је радио као наставник цртања у Никшићу, Подгорици, Бихаћу и другим градовима. Често је премештан и прогоњен од бивших ненародних режима као напредни јавни културни радник. Организовао је први партизански одред у Спољној Боки 1941. године. Погинуо је 20. јула у бици на Созини као комадир герилске партизанске чете. Подигнута му је биста у Сутомору 20. јула 1981.